# Wyższa Szkoła Partyjna im. Kim Ir Sena
Wyższa Szkoła Partyjna im. Kim Ir Sena (김일성고급당학교) – kluczowa partyjno-polityczna instytucja edukacyjna w KRL-D odpowiedzialna za szkolenie i przygotowywanie kierowniczych kadr Partii Pracy Korei i aparatu państwowego, wchodząca w struktury Komitetu Centralnego Partii Pracy Korei. 
Została założona 1 czerwca 1946 jako Centralna Szkoła Partyjna Partii Komunistycznej Korei Północnej z siedzibą w Pjongjangu, na bazie dotychczasowej, istniejącej od listopada 1945 Szkoły Średniej im. Kim Ir Sena, przygotowującej oficerów polityczno-wychowawczych i tłumaczy języka rosyjskiego. Na sześćdziesiąte urodziny Kim Ir Sena w kwietniu 1972 uczelni nadano jego imię - Wyższej Szkoły Partyjnej im. Kim Ir Sena. Rok później, w 1973 uczelnię zintegrowano ze Szkołą Marksizmu-Leninizmu. Od 1978, działa na prawach centralnej instytucji edukacyjnej. 
Wykładowcy rekrutują się z kadr kierowniczych Komitetu Centralnego, Akademii Nauk oraz Uniwersytetu Kim Ir Sena.

## Siedziba
Znajduje się w Pjongjangu, dzielnicy Tongdaewŏn (동대원구역), osiedlu Tongdaewŏn 2-dong (동대원2동). 